# Араб (Агдашский район)
Араб (азерб. Ərəb) — село в Агдашском районе Азербайджана.

## Этимология
Прежнее название — Араб-Кюкель. Название происходит от названия национальности «араб». Наличие этого слова в названии объясняется переселением многих арабских племён на территорию современного Азербайджана и основание ими сёл.

## История
Вблизи села обнаружены останки Сурхайской крепости, датируемые XVIII веком.
Село Араб-Кюкель в 1913 году согласно административно-территориальному делению Елизаветпольской губернии относилось к Хосровскому сельскому обществу Арешского уезда.
В 1926 году согласно административно-территориальному делению Азербайджанской ССР село относилось к дайре Гаджи-Алилы Арешского уезда.
После реформы административного деления и упразднения уездов в 1929 году был образован Кюкельский сельсовет в Агдашском районе Азербайджанской ССР.
Согласно административному делению 1961 и 1977 года село Араб входило в Кюкельский сельсовет Агдашского района Азербайджанской ССР.
В 1999 году в Азербайджане была проведена административная реформа и был учрежден Арабский муниципалитет Агдашского района. В 2014 году Арабский муниципалитет был упразднен, село вошло в состав Кюкельского муниципалитета.

## География
Араб расположен на берегу реки Верхне-Ширванского канала, недалеко от села протекает канал Гюшунарх.
Село находится в 1 км от центра муниципалитета Кюкель, в 15 км от райцентра Агдаш и в 231 км от Баку.
Село находится на высоте 80 метров над уровнем моря.

## Население
| Численность населения | Численность населения | Численность населения | Численность населения |
| 1886                  | 1979                  | 1985                  | 2009                  |
| --------------------- | --------------------- | --------------------- | --------------------- |
| 348                   | ↗988                  | ↗1200                 | ↗1493                 |

В 1886 году в селе проживало 348 человек, все — азербайджанцы, по вероисповеданию — мусульмане-сунниты.
В советское время население было занято хлопководством, шелководством, хлеборобством, животноводством и выращиванием граната.

## Климат
Среднегодовая температура воздуха в селе составляет +15 °C.

## Инфраструктура
В советское время близ села располагались молочно-товарная и овце-товарная фермы, в селе находились восьмилетняя школа, клуб, библиотека, медицинский пункт.
В селе расположено почтовое отделение.